# Burg Nimmersath
Die Burg Nimmersath bzw. das Schloss Wilhelmsburg (polnisch Zamek Niesytno) sind die Ruinen einer Höhenburg und späteren Schlosses oberhalb Płonina in der Gmina Bolków im Powiat Jaworski. Die Burg liegt an der Straße von Bolkenhain nach Hirschberg, im Osten des Bober-Katzbach-Gebirges.

## Geschichte

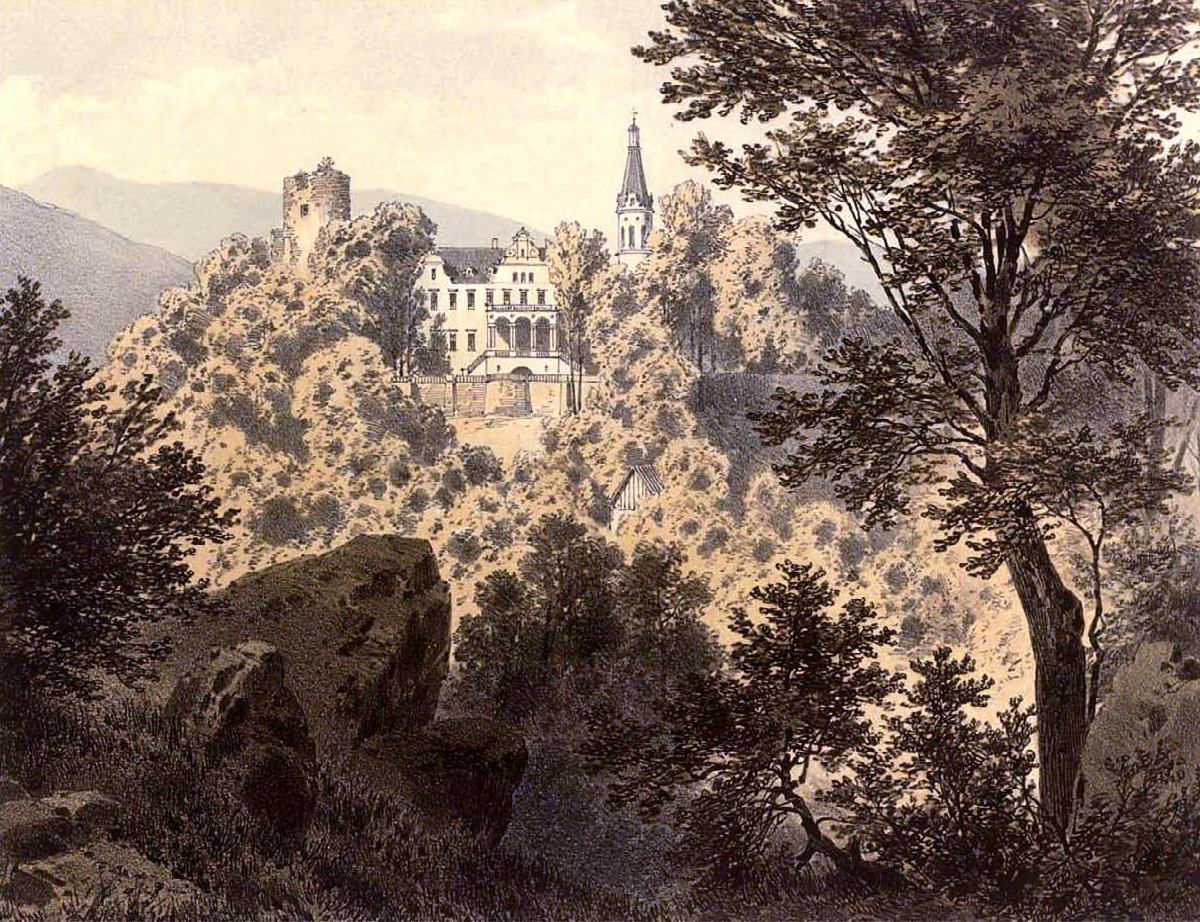
Burgruine Nimmersath und Wilhelmsburg, Lithographie von Alexander Duncker

Die Burg Nimmersath wurde erstmals 1432 in einem Brief des Breslauer Bischofs Konrad von Oels an den Großmeister des Deutschen Ordens erwähnt. Dieser teilte dem Ordensmeister mit, dass die Burg Besitz des Hayn von Czirn (Tschirn) und Stützpunkt der Hussiten sei.
Die mittelalterliche Burg hatte einen achteckigen Turm. Der deutsche Name der Burg und des Ortes leitete sich wahrscheinlich von der Zeit ab, als die Burg Raubrittern wie Hayn von Czirn/Tschirn gehörte. Ebenso stammt aus dieser Zeit vermutlich die Bezeichnung Angstwinkel (polnisch Zakątek Strachu) für die benachbarte Talschlucht bei Wüstenröhrsdorf (1937–45: Röhrsdorf) bei Landeshut (heute: Rędziny bei Kamienna Góra).
Seit vor 1471 bis 1660 gehörten Burg und Ort als ein Lehen des Klosters Leubus dem Adelsgeschlecht Zedlitz. Während die ursprüngliche Höhenburg verfiel, errichtete Georg von Zedlitz 1545 ein Renaissanceschloss unterhalb der mittelalterlichen Burg. Das Gemäuer der alten Burg wurde wahrscheinlich zu Lager- und Wirtschaftszwecken weitergenutzt. Da das Schloss um das Jahr 1800 verfallen war, wurde es von dem Edlen von Graeve wieder bewohnbar gemacht und mit dem Anbau eines westlichen und eines östlichen Flügels erweitert. Nach weiteren Besitzerwechseln wurde es 1843 und 1871 umgebaut. Schloss und Gutsbezirk Nimmersath führten seit 1873 den Namen „Wilhelmsburg“. 1909 war es im Besitz des Eberhard von Saurma-Jeltsch.
Im Jahr 2012 begannen die Arbeiten an der Rekonstruktion eines Wohngebäudes in der mittelalterlichen Burg.

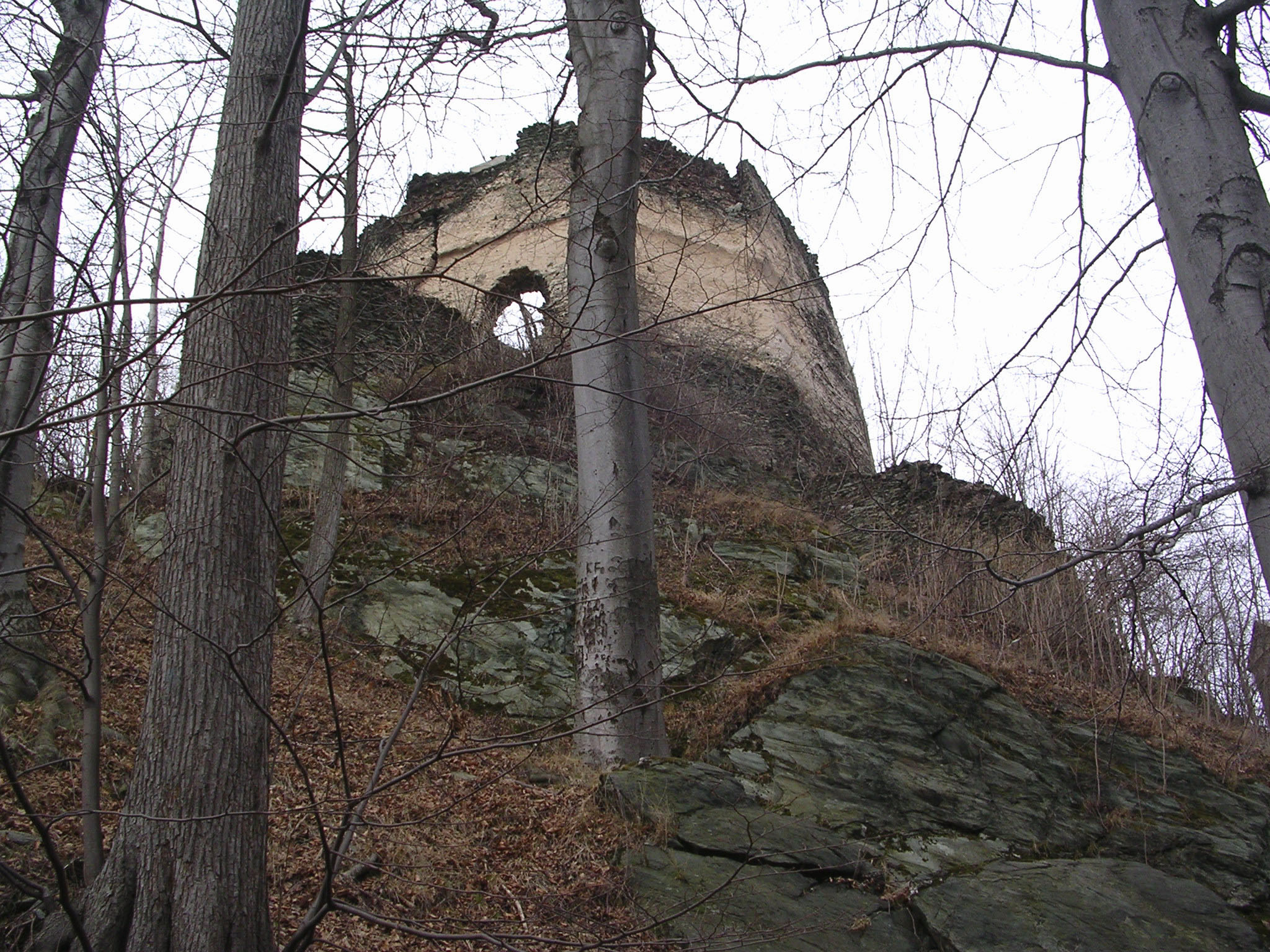
Tor der Burg, 2007
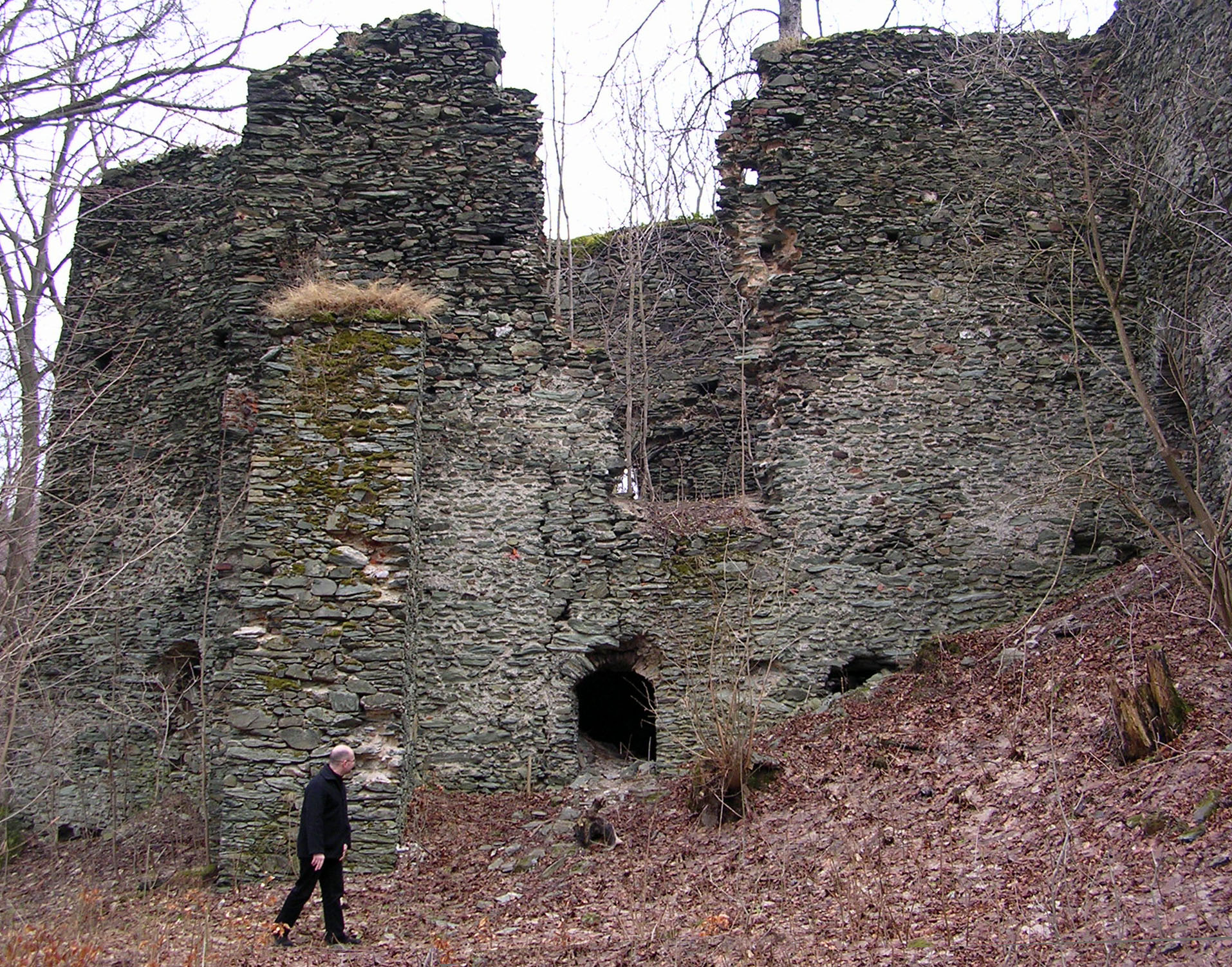
Ehemaliger Palas der Burg, Westansicht, 2006
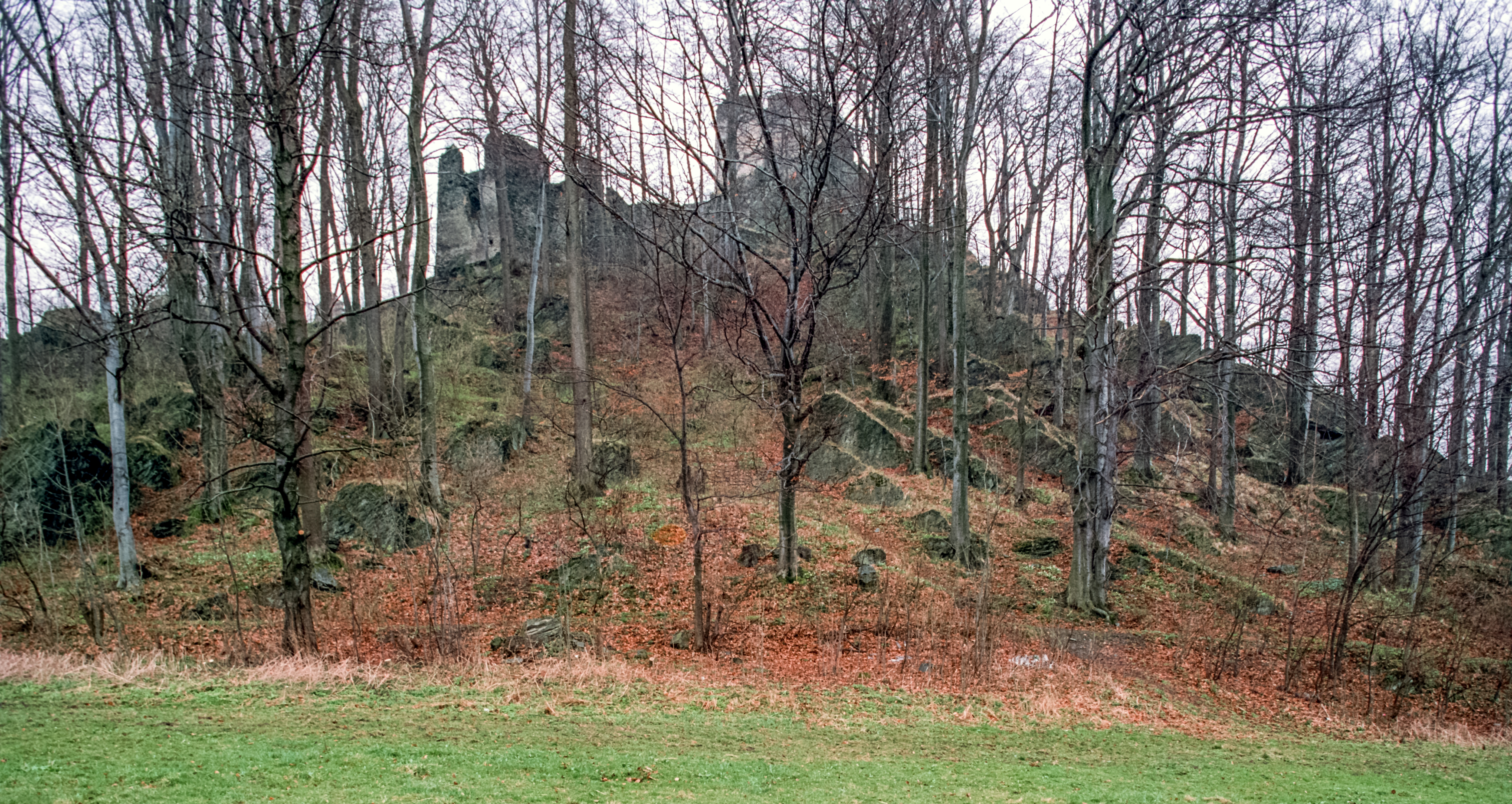
2007
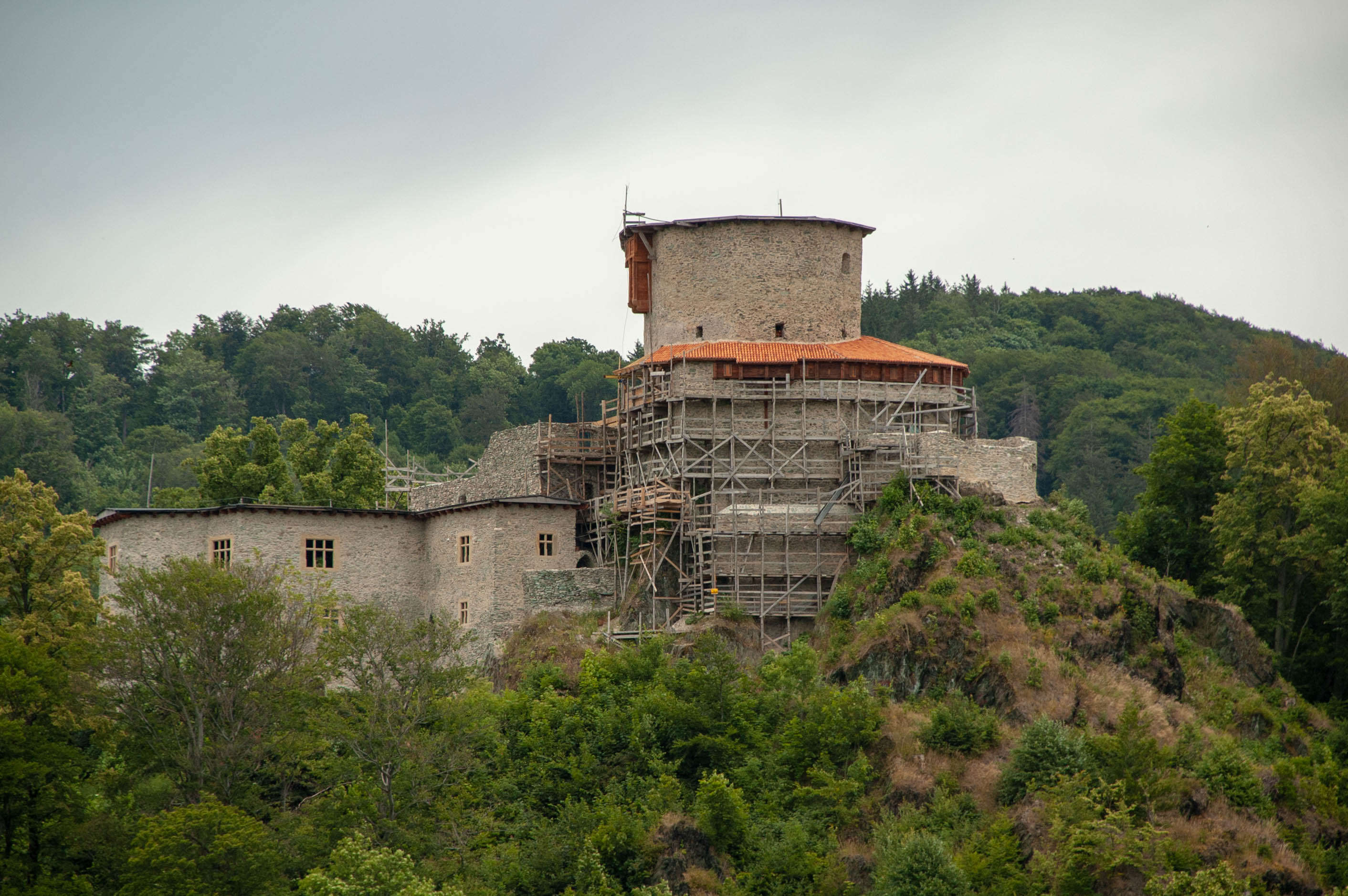
Im Wiederaufbau, 2019